# Thom Brennan
Thom Brennan (ur. 31 maja 1957 w Lubbock, stan Teksas, Stany Zjednoczone) – amerykański muzyk i kompozytor, reprezentant amerykańskiego rocka elektronicznego.

## Życiorys

### Zainteresowania
Brennan zainteresował się muzyką elektroniczną w połowie lat 70. słuchając takich artystów jak Morton Subotnick, Isao Tomita oraz wczesnych nagrań Tangerine Dream i Klausa Schulzego. Najbardziej uległ być może wpływom niemieckiego zespołu Popol Vuh, a szczególnie utworu „Vuh” z początku lat 70. Dzięki muzyce Popol Vuh odkrył filmy Wernera Herzoga, których intensywna wizualność spowodowała, iż zainteresował się wizualnym oddziaływaniem natury. Oprócz tego zgłębiał tajniki muzyki mikrotonowej, tworzonej przez pionierów minimalizmu: Terry'ego Rileya i Steve'a Reicha oraz utworów fortepianowych La Monte Younga. Na własną rękę uczył się gry na instrumentach klawiszowych. W jego rodzinnym domu niemal zawsze znajdował się fortepian. Sam za około 150 dolarów kupił używane organy elektroniczne. Jednak najbardziej interesowały go syntezatory. Podczas nauki w college'u kupił włoski instrument Crumar, a później Roland system 101. W kolejnych latach doszły następne instrumenty, które wykorzystał przy nagrywaniu swego debiutanckiego albumu.

### Rozpoczęcie działalności artystycznej
Pierwsze kroki w kierunku muzyki elektronicznej skierował studiując w Film school w California State University. Zaczął wtedy coraz bardziej rozumować w kategoriach dźwięku. W tym czasie spotkał Steve'a Roacha, z którym w 1982 roku rozpoczął współpracę w jego studiu w Los Angeles. Około 1985 roku rozpoczął pracę nad swym pierwszym albumem, Mountains, nagranym na dwuścieżkowym stereofonicznym magnetofonie kasetowym. Muzyka została zrealizowana w dużej mierze na dwóch syntezatorach Yamaha DX-5 FM: Oberheim Matrix 12 i Sequential Circuits Prophet-5. Muzykę Brennan nagrywał w domu, a obróbki dźwiękowej dokonał później Roach. Album ukazał się w 1987 roku jedynie w wersji kasetowej. Roach i Brennan nagrali następnie „In The Heat of Venus”. W okresie 1991–1996 Brennan zarejestrował setki godzin muzyki. Przeniósł się do San Francisco, gdzie pracował w swoim domowym studio. W 1993 roku na prośbę Roacha nagrał utwór „The Path Not Taken”, zamówiony u Roacha przez włoską wytwórnię Amplexus. Utwór ten ostatecznie znalazł się na albumie Beneath Clouds, wydanym w 1996 roku. W latach 1996–1999 z powodu kłopotów osobistych działalność nagraniowa Brennana osłabła. Pod koniec 1999 roku artysta przeniósł się do Seattle. Miejscowa, malownicza natura stała się dla niego kolejnym źródłem inspiracji muzycznej. W kolejnych latach nagrał takie albumy jak Mist, Vibrant Water i Secret Faiths of Salamanders.

### Własna wytwórnia
Na początku 2004 roku założył własną wytwórnię Raingarden Music. Rozpoczął sprzedaż muzyki online, wydając ponownie swoje starsze albumy w nowych wersjach. Wiosną 2006 wydał wyłącznie w wersji online podwójny album Vista 1 & Vista 2, nagrany w formacie MP3.

## Inspiracje
Muzyka Thom Brennana, inspirowana krajobrazami Amerykańskiego Zachodu, reprezentuje unikalny i organiczny styl elektronicznego malarstwa dźwiękowego. Krajobraz i inspiracje przyrodnicze często znajdują odzwierciedlenie w tytułach utworów, ale za materiałem dźwiękowym kryją się również zróżnicowane wpływy artystyczne: wczesne, gitarowe i organowe „wycieczki” Pink Floyd, realizowane na organach elektrycznych mandale Terry'ego Rileya, rzeźby dźwiękowe Mortona Subotnicka; mantry Popol Vuh; syntetyczne pejzaże dźwiękowe Tangerine Dream i Klausa Schulzego; nastrojowe kompozycje Roberta Frippa i Briana Ena oraz elektroniczne symfonie Vangelisa.

## Dyskografia

### Albumy
Thom Brennan nagrał dotychczas (2020) 21 albumów studyjnych. 
- 1987 – Mountains (kaseta, wznowiony jako CD w 1993, 1994, 2001, 2004, 2005)
- 1996 – Beneath Clouds
- 2000 – Mist
- 2000 – Vibrant Water
- 2001 – Shimmer
- 2001 – Secret Faiths Of Salamanders
- 2002 – Satori
- 2003 – October
- 2003 – Signals In Moonlight
- 2005 – Silver
- 2005 – Vista I (jako MP3)
- 2005 – Vista II (jako MP3)
- 2006 – Vista III (jako MP3)
- 2008 – Stories from the Forest
- 2008 – Tones
- 2019 – Elysian Fields
- 2019 – Another Time And Space
- 2019 – Soundgardens
- 2019 – Imaginary Conquests
- 2019 – The Path Not Taken
- 2019 – Departures

### Single
- 1995 – The Path Not Taken
- 2019 – The Path Not Taken (WAV, EP)[5]

### Kompilacje
- 1997 – Amplexus: Collected Works From The 1995 Ltd Series (Vidna Obmana, Thom Brennan, Steve Roach)
- 2000 – Soundworks 1[6]